# Ficinia acrostachys
Ficinia acrostachys är en halvgräsart som först beskrevs av Ernst Gottlieb von Steudel, och fick sitt nu gällande namn av Charles Baron Clarke. Ficinia acrostachys ingår i släktet Ficinia och familjen halvgräs. Inga underarter finns listade i Catalogue of Life.